# Schlagmerkmal

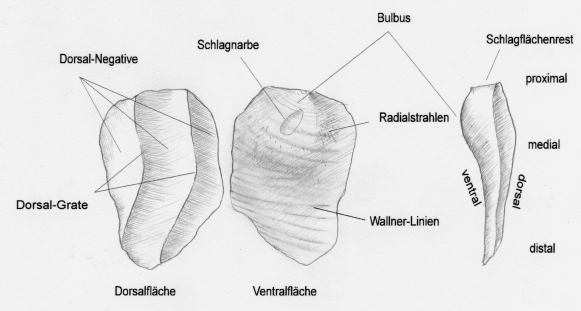
Abschlagmerkmale (Feuerstein)

Als Schlagmerkmal wird in der Archäologie ein Merkmal an einem Stein bezeichnet, das auf eine menschliche Bearbeitung mittels einer bestimmten Schlagtechnik hindeutet.
Schlagmerkmale sind vor allem in der prähistorischen Archäologie von Bedeutung, weil Steingeräte in den frühesten Abschnitten der Menschheitsgeschichte oft die einzigen Hinterlassenschaften sind. Schlagmerkmale dienen zur Identifikation von Steinartefakten und deren Unterscheidung von Geofakten.
Man unterscheidet:
- Schlagwellen oder Wellenringe (auch: Wallner-Linien)
- Lanzettsprünge
- Bulbus (auch: Schlagbuckel)